# Bonnie Webber
Bonnie Lynn Webber (30 agosto 1946) è una linguista statunitense.
È professoressa onoraria di sistemi intelligenti presso l'Università di Edimburgo.

## Formazione e carriera
Webber ha conseguito il suo PhD presso l'Università di Harvard nel 1978, sotto la supervisione di Bill Woods, lavorando contemporaneamente con Woods alla Bolt Beranek and Newman.

## Carriera e ricerca
Webber è stata professoressa presso l’Università della Pennsylvania per 20 anni, prima di trasferirsi a Edimburgo nel 1998. Ha numerosi discendenti accademici tramite la sua studentessa in Pennsylvania, Martha E. Pollack. Dopo essere andata in pensione dall’Università di Edimburgo nel 2016, è stata nominata professoressa onoraria dall’università.

### Pubblicazioni
La tesi di dottorato della Webber, A Formal Approach to Discourse Anaphora, utilizza la logica formale per modellare il significato delle affermazioni in linguaggio naturale; è stata pubblicata da Garland Publishers nel 1979 nella serie "Outstanding Dissertations in Linguistics". Con Norman Badler e Cary Phillips, Webber è coautrice del libro Simulating Humans: Computer Graphics Animation and Control (Oxford University Press, 1993)
.
Con Aravind Joshi e Ivan Sag è co-editrice di Elements of Discourse Understanding, con Nils Nilsson è co-editrice di Readings in Artificial Intelligence, e con Barbara Grosz e Karen Spärck Jones è co-editrice di Readings in Natural Language Processing.

### Premi e onorificenze
Webber è stata nominata Membro Fondatore della Association for the Advancement of Artificial Intelligence (AAAI) nel 1990 ed è stata eletta Fellow della Royal Society of Edinburgh (FRSE) nel 2004. Ha ricoperto la carica di presidente della Association for Computational Linguistics (ACL) nel 1980 ed è diventata Fellow dell'Association for Computational Linguistics nel 2012, "per significativi contributi alla struttura del discorso e all'interpretazione basata sul discorso". Nel 2020, le è stato conferito il Lifetime Achievement Award della Association for Computational Linguistics.